# 難波央江
難波 央江（なんば ひろえ）は1987年（昭和62年）のミス・ユニバース日本代表である。

## 来歴・人物
岡山県岡山市出身。地元のノートルダム清心女子大学文学部国語国文学科に進学し、4年生で22歳のときミス・ユニバースに応募し、中国地区代表となった。1986年（昭和61年）10月6日、大阪市のABCホールで開かれた日本大会で代表に選出された。（ミス・ユニバース日本大会は毎年3月に行われてきたが、1987年から世界大会の開催時期が7月から5月に早まったため、日本大会も前年の秋に開催されることになった。このため難波の前任者であった江崎普子の日本代表在任期間は約半年であった）難波の趣味は琴、書道、茶華道、テニス。将来は国語の先生を希望しており、源氏物語に関する卒業論文を執筆していた。翌年5月、シンガポールで開かれた世界大会に出場したが、入賞は果たせなかった。難波は10月まで日本代表を務め、世界4位入賞を果たす坂口美津穂にその座を譲った。